# Borokpindo
Borokpindo est une petite ville du Togo située dans la Préfecture de Bassar, dans la région de la Kara

## Géographie
Borokpindo est situé à environ 62 km de Kara,

## Vie économique
- Marché paysan tous les lundis
- Réparation automobile

## Lieux publics
- École professionnelle automobile